# Панночка-селянка (фільм, 1995)
«Панночка-селянка» або «Панянка-селянка» (рос. Барышня-крестьянка) — російський художній фільм 1995 року за мотивами повістей «Панянка-селянка» та «Роман у листах» О. С. Пушкіна.

## Сюжет
Донька поміщика Ліза Муромська (Олена Корікова) мріє познайомитися з сином власника сусіднього маєтку — Олексієм Берестовим (Дмитро Щербина), але їхні батьки (Леонід Куравльов і Василь Лановий) багато років ворогують і не спілкуються одне з одним.
Дізнавшись від служниці Насті (Катерина Рєднікова), що Олексій — гарний за вродою і полюбляє полювати в лісі, Ліза переодягається в селянку й видає себе за дочку прилучинського коваля — Акулину. Вона з кошиком іде до лісу «по гриби», щоб побачити молодого Берестова.
Ліза знайомиться з Олексієм і справляє на нього сильне враження. Він шукає з нею нових зустрічей, залицяється, сподіваючись отримати її згоду на шлюб. Заради кохання він готовий пожертвувати стосунками з батьком і навіть спадком. Ліза також закохується в Олексія.
Батьки Лізи й Олексія миряться завдяки випадковому збігу: старший Муромський падає з коня на полі Берестова і отримує від нього надзвичайно ввічливий прийом. Під час розмови вони несподівано стають друзями. На відповідному візиті до Муромських батько й син Берестови знову зустрічають Лізу, але вона розігрує маскарад, скориставшись косметикою своєї виховательки міс Джексон — і Олексій її не впізнає.
Берестов-старший і Муромський вирішують одружити своїх дітей.
Дізнавшись про рішення батька, Олексій вривається до дому Муромських, аби відмовитися від шлюбу з «незнайомою» дівчиною несподівано дізнається, що його кохана Акулина і є Ліза.

## В ролях
| Актор                 | Роль                                    |
| --------------------- | --------------------------------------- |
| Олена Корікова        | Єлизавета Григорівна (Ліза) Муромська   |
| Дмитро Щербина        | Олексій Іванович Берестов               |
| Леонід Куравльов      | поміщик Григорій Іванович Муромський    |
| Василь Лановий        | поміщик Іван Петрович Берестов          |
| Катерина Реднікова    | служниця Настя                          |
| Людмила Артем'єва     | гувернантка міс Джексон                 |
| Євген Жариков         | поміщик Павло Петрович Рощин            |
| Вадим Захарченко      | слуга Муромських                        |
| Олена Котихіна        | візниця                                 |
| Олексій Шадхин        | пастух Трохим                           |
| Наталія Гвоздікова    | поміщиця Наталія Федорівна Рощина       |
| Маріана Крахмалєва    | Софія Рощина                            |
| Оксана Самохвалова    | Віра Рощина                             |
| Аріадна Шенгелая      | Арина Петрівна, тітка Хлупіна           |
| Юлія Артамонова       | Ненила                                  |
| Юрій Мартинов         | Павло Олексійович, управитель Берестова |
| Інна Виходцева        | дружина Колбіна                         |
| Анатолій Ведьонкін    | Володимир Якович Хлупін                 |
| Юрій Воробйов         | Євген Семенович Захар'їн                |
| Лев Поляков           | Лев Дмитрович Колбін                    |
| Світлана Аманова      | Амалія, сестра Колбіної                 |
| Валентин Голубенко    | коваль Василь                           |
| Галина Комарова       | керівна господарка                      |
| Раїса Рязанова        | Анісія Єгорівна, ключниця Муромського   |
| Олена Ткачева         | Лукерія Федотівна                       |
| Інна Любавина         | Марія Захар'їна                         |
| Вадим Вільський       | слуга Берестових                        |
| Володимир Єпископосян | псар Вахтанг                            |

## Знімальна група
- Автори сценарію — Олександр Житинський, Олексій Сахаров
- Режисер — Олексій Сахаров
- Оператор — Микола Немоляєв
- Композитор — Володимир Комаров
- Художниця-постановниця — Людмила Кусакова
- Художниця по костюмах — Вікторія Ільїна

## Нагороди
- Гран-прі «Золота лоза» та приз за найкращу жіночу роль на Відкритому російському кінофестивалі «Кіношок-95» в Анапі (Олена Корікова)
- Великий спеціальний приз журі ігрових фільмів та приз «Золотий Фенікс» Гільдії акторів кіно Росії на Міжнародному кінофестивалі «Золотий Витязь-95» (Олексій Сахаров)
- Приз журі кінофестивалю «Література і кіно-96» у Гатчині (Олена Корікова)
- Премія Кіноакадемії «Ніка» у номінаціях:

1. найкраща робота художника по костюмах (Вікторія Ільїна)
2. найкраща робота художника-постановника (Людмила Кусакова)
3. найкраща музика до фільму за 1995 рік (Володимир Комаров)

## Місця зйомок
Зйомки проходили влітку та восени 1994 року. Маєток Івана Петровича Берестова знімали в садибі в селі Ярополець під Волоколамськом, яка свого часу належала також і тещі Олександра Сергійовича Пушкіна — Наталії Іванівні Гончаровій.
Частину сцен фільму знімали в садибі Братцево (на північному заході Москви). Зокрема, садиба Братцево тимчасово стала маєтком Григорія Івановича Муромського, батька Лізи.

## Відмінності від повісті
- У повісті Бєлкіна немає епізоду з купанням дівчат і появою молодого Олексія Берестова, який раптово виринає перед їхніми оголеними тілами. Також відсутні еротичні сцени між Настею та пастухом Трохимом, і взагалі не згадується про їхню любовну лінію
- У повісті Ліза намагається пройти по двору босоніж, як справжня селянка, але її ноги виявляються занадто ніжними для трави й каміння, тож на зустріч із Берестовим вона взуває личаки. У фільмі Ліза виглядає наївнішою: вона збирається на зустріч у туфлях, а коли Настя зауважує, що селянки туфель не носять, дівчина вибігає у панчохах, які теж не відповідають сільському образу. Лише після того, як трава ранить їй ноги, вона згадує про селянське взуття
- У повісті Бєлкіна, під час застілля з Муромським та Берестовими, щоб не видати себе, Ліза «кокетувала, говорячи крізь зуби, наспіваючи, і лише французькою»[1]. У фільмі ж Ліза лише на початку промовила кілька фраз англійською, наприклад, «What do you prefer — beef or fish?», а решта розмови велася російською, хоча Ліза намагалася змінити тембр голосу, роблячи його нижчим і грубішим
- Події повісті завершуються на репліці: - Ага! — сказав Муромський, — та у вас, здається, вже все залагоджено… — додаючи: «Читачі позбавлять мене зайвого обов'язку описувати розв'язку», тоді як у фільмі ж після слів Муромського триває ще доволі довга кінцівка: Ліза тікає на верхній поверх садиби, за нею біжить Олексій, а за ними — решта. Ліза й Олексій стають навколішки перед батьком, а Муромський благословляє дітей, тримаючи ікону над їхніми головами.